# Тупи-гуарански езици
Тупи-гуаранските езици са най-разпространената група тупийски езици, говорени от коренното население в голяма част от Южна Америка - Боливия, Бразилия, Парагвай, Перу, Френска Гвиана. Включва около 50 езика, най-известни сред които са гуаранският и изчезналият днес тупийски език.